# Jean Ier MacDonald
Jean Ier MacDonald ou John d'Islay (gaélique: Eòin Mac Dòmhnuill ou Iain mac Aonghais Mac Dhòmhnuill) (mort en 1386), seigneur d'Islay en 1318 puis Ier Seigneur des Îles de 1336 à 1386.

## Origine
Jean Ier MacDonald ou John d'Islay est le fils d'Angus Og MacDonald.

## Seigneur d'Islay
Jean Ier MacDonald succède à son père dans un domaine composé d'Islay, Gigha, la moitié de Jura Colonsay et l'Île de Mull auxquels s'ajoutent les domaines continentaux confisqués au clan MacDougall en Argyll, l'Ardnamurchan et le Morvern.
Bien que son père Angus Og MacDonald ait été un fidèle soutien de Robert Bruce, le roi une fois établi n'hésite pas à favoriser les membres de sa famille et ceux des familles alliées, parfois à l'encontre des intérêts directs du clan MacDonald en octroyant notamment aux Stuarts le Kintyre et le Knapdale pris au clan MacDougall ainsi que Skye au comte de Ross.

## Seigneur des Îles
Son fils et successeur Jean Ier MacDonald préfère louvoyer au gré de ses propres intérêts entre les Gardiens d'Écosse pour le compte du jeune David II Bruce et le prétendant Édouard Balliol avec lequel il passe un accord en septembre 1336. Il obtient Skye et Lewis et demeure dans son parti en 1337/1338 mettant à profit l'affaiblissement du pouvoir royal pour obtenir une indépendance de fait et se voir reconnaitre le titre de Seigneur des Îles.
En 1337 il épouse sa lointaine parente Amy MacRuairi et conclut ainsi un accord avec son frère Ranald MacRuairi. Après l'effondrement du parti d'Édouard Balliol il revient vers celui du roi David II d'Écosse qui lui confirme ses possessions en 1343 Le meurtre à Perth en octobre 1346 de Ranald tué par William III comte de Ross lui permet de faire entrer dans son patrimoine Garmoran et North Uist.
En 1346 après la captivité du roi il s'allie au Gardien de l'Écosse Robert Stuart dont il épouse la fille Margaret après avoir répudié sa première femme et obtient ainsi la restitution du Knapdale et du Kintyre.
En 1366 John Mac Donald participe encore avec les nobles locaux à la révolte du nord et de l'ouest de l'Écosse contre les impôts exigés par le roi afin d'honorer la rançon due aux anglais et qui sont comdamnés comme « rebelles » par un Parlement tenu en juillet 1366. John Ier MacDonald ne se soumet finalement au roi à Inverness qu'en novembre 1369.
À sa mort sa succession est assurée à ses enfants nés de sa seconde union. Godfrey d'Uist seul fils survivant d'Ami MacRuairi n'obtient qu'une partie de l'héritage maternel.

## Unions et postérité
Jean Ier MacDonald, Ier Seigneur des Îles contracte deux unions :
1) en 1337 Ami MacRuairi fille de Rory MacRuairi, morte ou répudiée avant 1350 dont :
- Iain mort avant son père
- Godfrey seigneur d'Uist (mort en 1401)
- Ranald de Garmoran mort en 1386 1er seigneur de Clanranald et de Glengarry

2) vers 1350 avec Margaret Stuart fille de Robert II d'Écosse
- Donald MacDonald 2e Seigneur des Îles
- Ian Mor Tanister (tué en 1427) ancêtre du Clan MacDonald de Dunnyveg et des Glens d'Antrim et des MacDonnell d'Antrim comtes d'Antrim.
- Alexandre Carrach 1er seigneur de Lochalsh, ancêtre des MacDonald de Keppoch
- Mary, épouse Lachlan chef du clan Maclean de Duart.
- Elizabeth ou Margaret, épouse Angus Dubh (mort en 1433) chef du clan Mackay de Strathnaver.

## Sources
- Fitzroy Maclean Higlanders. Histoire des clans d'Écosse Éditions Gallimard ¨, (Paris 1995)  (ISBN 2724260910)
- (en) Mike Ashley The Mammoth Book of British Kings & Queens Robinson (Londes 1998)  (ISBN 1841190969) « John (I) » p. 538 et table généalogique n° 39 p.  537.
- (en) John L. Roberts « Lordship of the Isles », dans Lost Kingdoms, Celtic Scotland and the Middle Ages Edinburgh University Press (Edinburgh 1997)  (ISBN 0748609105) p. 175-197.
- (en) Richard Oram, « The Lordship of the Isles, 1336-1545 », dans Donald Omand édition The Argyll Book, (Edinburg, 2005), p.  123-39